# 29085 Sethanne
29085 Sethanne è un asteroide della fascia principale. Scoperto nel 1979, presenta un'orbita caratterizzata da un semiasse maggiore pari a 2,7016980 UA e da un'eccentricità di 0,0702162, inclinata di 3,89085° rispetto all'eclittica.